# Charles Francis Hall
Charles Francis Hall, född 1821 i Vermont, USA, död 8 november 1871 i Grönland, var en amerikansk polarforskare. Halls familj flyttade till Rochester, New Hampshire när han var pojke, där han fick arbete som lärling hos en smed. På 1840-talet gifte han sig och reste västerut till Cincinnati i Ohio, dit han kom 1849. Där startade han eget företag med tillverkning av sigill och kopparstick. Senare började han med utgivning av de två små tidningarna The Cincinnati Occasional och The Daily Press.
Hall hade ett stort intresse för Arktis dit han gjorde tre expeditioner. Han avled under sin sista expedition efter vad som kan ha varit arsenikförgiftning.

## Intresse för Arktis

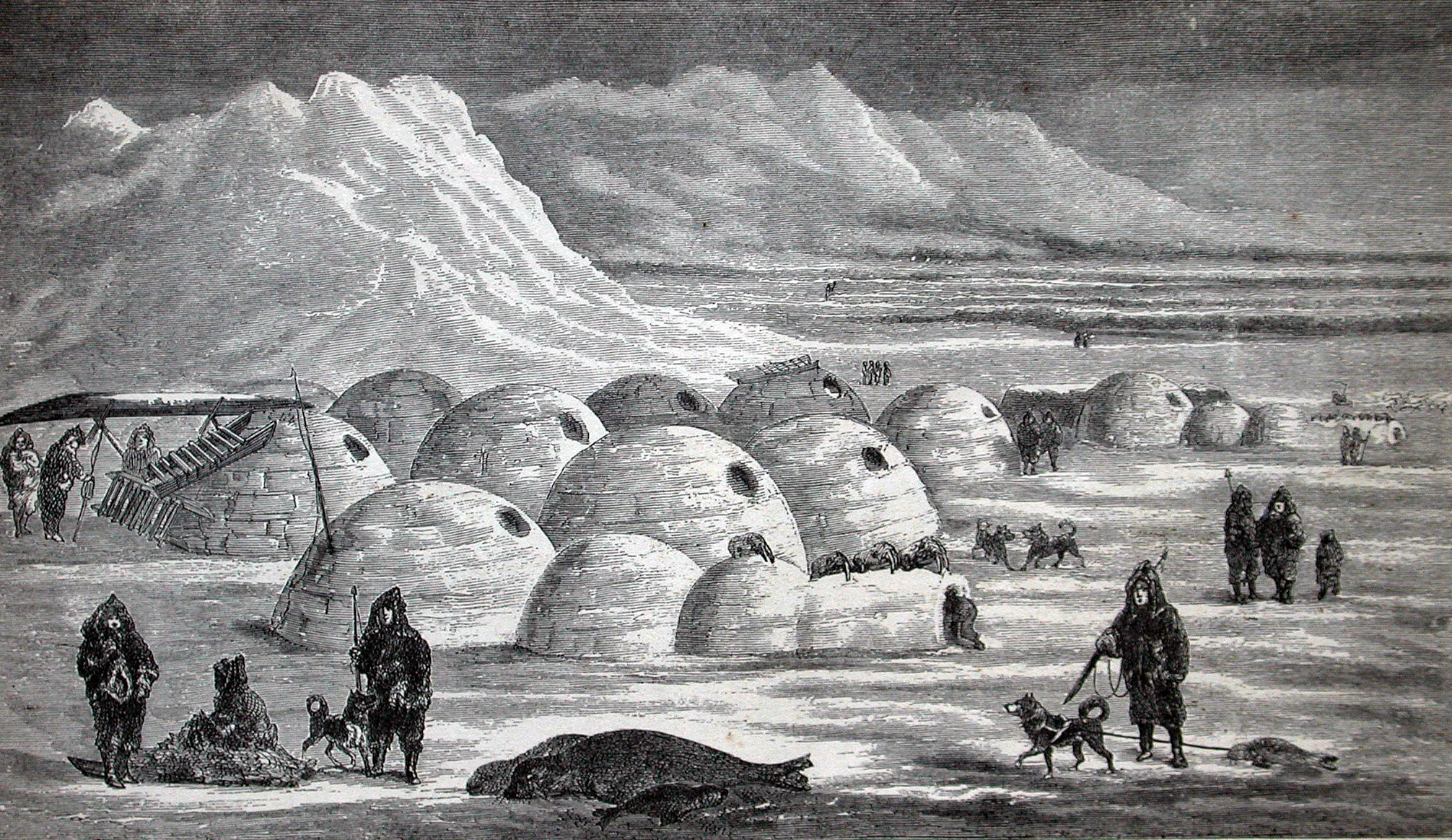
Inuitby nära Frobisher Bay, ur Halls Arctic Researches and Life Among the Esquimaux, 1865

Omkring 1857 blev Hall intresserad av Arktis och tillbringade de följande åren med att studera rapporterna från tidigare polarforskare och försökte att få en expedition finansierad. 1860 startade han sin första expedition (1860-1863) då han avgick från New Bedford med valfångstfartyget George Henry under kapten Sidney O. Budington, som hade bärgat Edward Belchers forskningsfartyg HMS Resolute. De tog sig till Baffinön, där George Henry tvingades att övervintra. Inuiterna berättade för Hall om resterna efter Martin Frobishers gruväventyr i Frobisher Bay på Baffinön. Hall reste snart dit för att se det själv, tillsammans med sina nyfunna inuitvänner och guider Ebierbing ("Joe") och Tookoolito ("Hannah").
Hall fann även vad han tolkade som bevis för att några medlemmar ur John Franklins besättning kunde vara vid liv. Detta blev grunden för hans andra expedition (1864-1869) till King Williams land, där han hittade kvarlevor och artefakter från Franklinexpeditionen samt gjorde ytterligare utfrågningar bland lokalbefolkningen om expeditionens öde. Hall insåg till slut att inuiternas berättelser och det han själv kunde läsa sig till, var vilseledande och inte trovärdigt, då de gav en alltför optimistisk tolkning. Han blev även desillusionerad av inuiterna genom upptäckten att många i Franklins expedition avsiktligt hade lämnats att svälta ihjäl. Han kunde inte förstå att det kan ha varit omöjligt för lokalbefolkningen att hjälpa en så stor grupp som expeditionen var.

## Polarisexpeditionen

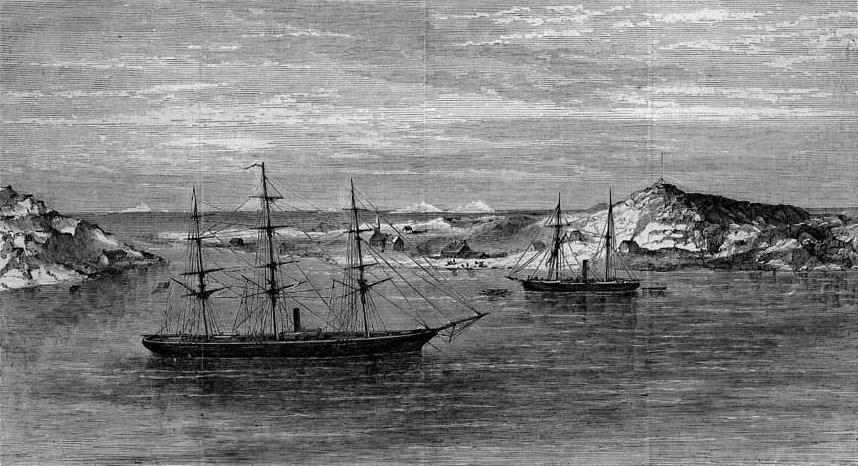
Polaris (till höger) och USS Congress vid ön Disko, Grönland, en xylografi ur Harper's Weekly, maj 1873.

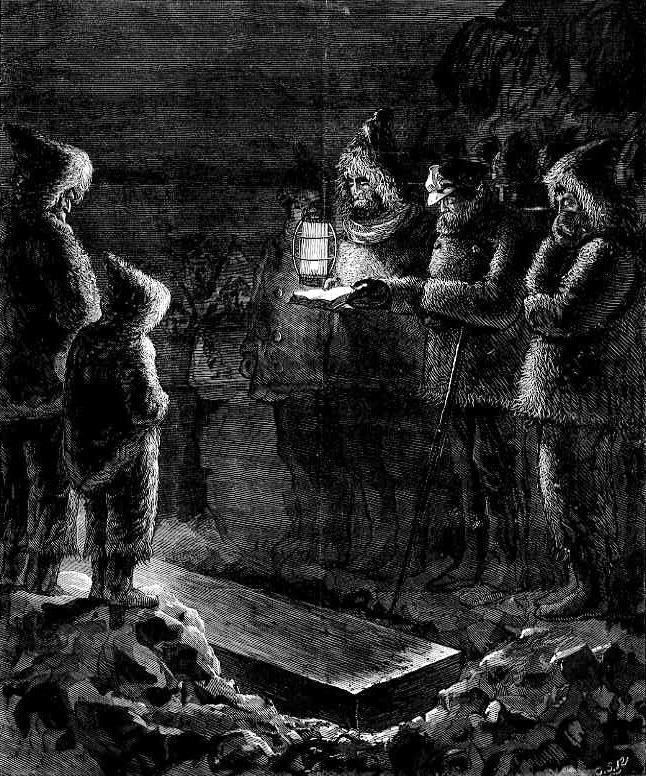
Kapten Halls begravning.

För sin tredje expedition beviljades Hall 50 000 dollar för att leda en expedition med målet att nå Nordpolen med fartyget Polaris. Besättningen på 25 personer bestod av bland andra hans gamle vän Budington som kapten, George Tyson som navigatör samt den tyske fysikern och naturbiologen, doktor Emil Bessels, som chef för forskningspersonalen. Expeditionen fick problem redan från början då besättningen delades upp i olika rivaliserande fraktioner. Halls ledning över expeditionen ignorerades och moralen sjönk.  
Polaris seglade in i Thank God Harbor (numera Hall Bay) 10 september 1871 för att övervintra på den grönländska nordkusten. Samma höst, när Hall återkom efter en slädfärd tillsammans med en inuitisk guide, blev han plötsligt sjuk efter att ha druckit en kopp kaffe. Han kollapsade och veckan efter led han av kräkningar och delirium. Därefter såg han ut att hämta sig och samtidigt anklagade han doktor Bessels och flera ur besättningen för att ha förgiftat honom. Kort efter det återfick han de tidigare symtomen innan han avled 8 november 1871. Han transporterades i land och gavs en formell begravning.
Den officiella utredningen kom fram till att Hall hade avlidit av slaganfall. 1968 gjorde dock Halls levnadstecknare, Dartmouth College-professorn Chauncey C. Loomis, en expedition till Grönland för att undersöka Halls kropp. Tack vare permafrosten var Halls kropp, svepning och kläder väl bevarade. Prover från ben, naglar och hår visade att han hade fått i sig stora doser arsenik under sina två sista veckor i livet. Den diagnosen stämde väl överens med de symtom besättningsmedlemmarna hade vittnat om. Det är möjligt att Hall gav sig själv de giftiga doserna då arsenik var en vanlig beståndsdel i kvacksalverimediciner på den tiden, men han kan även ha dödats av någon ur besättningen. Ingen anklagades för att ha orsakat Halls död.